# Mariano Timón
Mariano Timón Ambrosio (Villanueva de la Vera, Cáceres, 29 de agosto de 1905 – Palencia, 19 de enero de 1976) fue un escultor español del siglo XX. Su obra, arraigada en la tradición clásica, se distingue por su dominio técnico y su vocación pública. También se dedicó a la docencia.

## Biografía y trayectoria artística

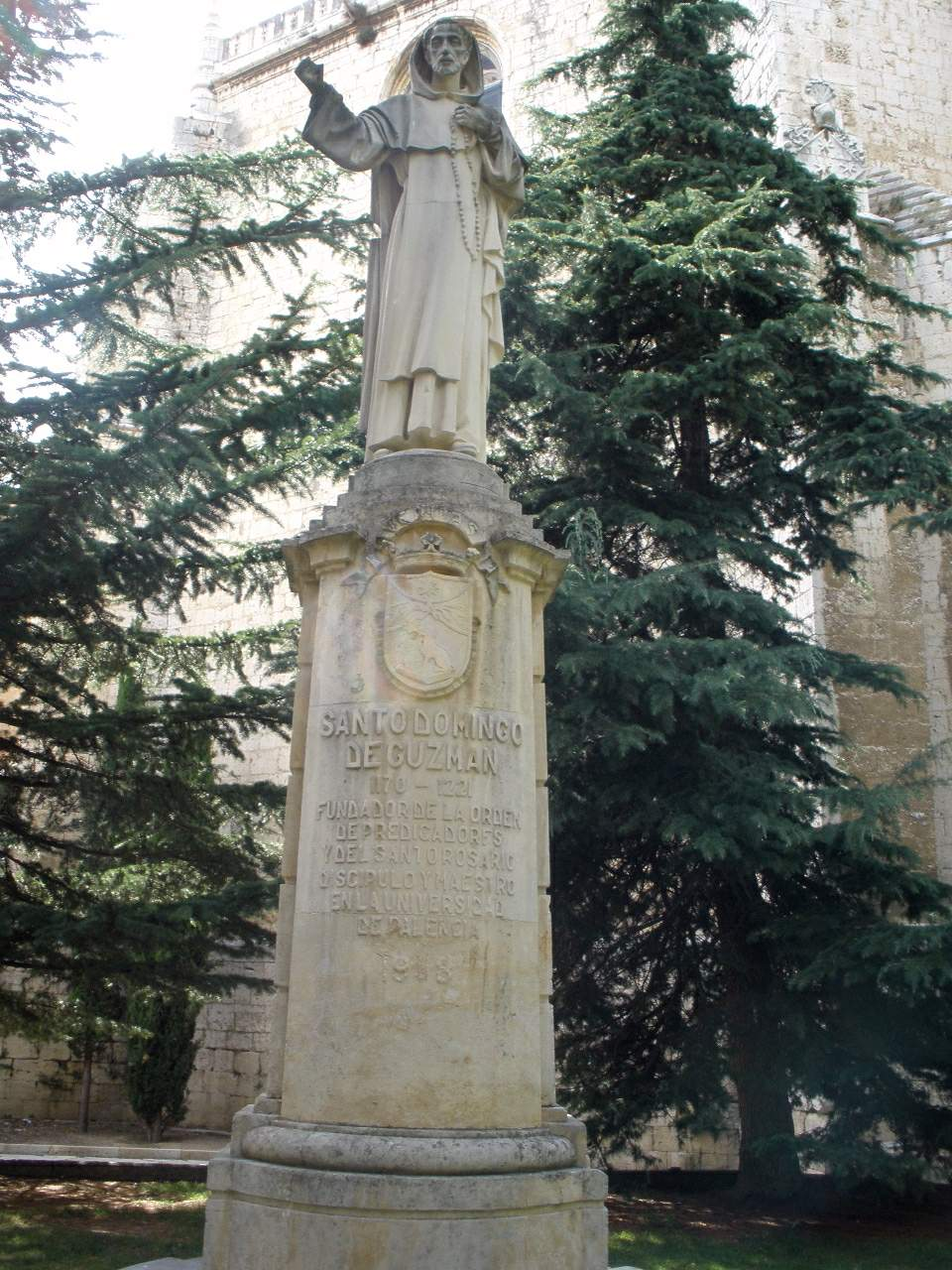
Mariano Timón, Monumento a santo Domingo de Guzmán, Palencia

Mariano Timón pertenecía a una familia relacionada con el mundo artístico y cultural. Su tío, el afamado escultor Aniceto Marinas, fue presidente de la Real Academia de Bellas Artes de San Fernando, y su primer maestro y mentor. A los quince años, Timón comenzó a trabajar en su taller, donde aprendió los fundamentos de la escultura académica.
Estudió posteriormente en la Escuela de Artes y Oficios de Madrid. En 1934 obtuvo la prestigiosa beca Conde de Cartagena, que le permitió perfeccionar su técnica y ampliar su horizonte artístico. Al año siguiente fue nombrado Profesor de Dibujo en la Escuela Superior de Bellas Artes de Madrid.
En 1936, tras superar una oposición nacional, fue nombrado profesor de escultura en la Escuela de Artes Aplicadas y Oficios Artísticos de Palencia. En 1940 asumió la dirección del centro, cargo que desempeñó hasta su jubilación. Bajo su liderazgo, la escuela se consolidó como un referente en la formación artística en la región y en España. Participó en varias Exposiciones Nacionales de Bellas Artes (1926, 1934, 1936, 1948, 1954), obteniendo la tercera medalla por El hijo pródigo en la edición de 1926.
Junto a su actividad artística y académica, Mariano Timón desempeñó numerosos cargos públicos en la provincia de Palencia. Así:
- Presidente de la Comisión Provincial de Monumentos Histórico-Artísticos
- Jefe Provincial del Servicio de Patrimonio Artístico y Cultural
- Consejero de Educación de la Provincia de Palencia (desde 1971)
- Consejero Nacional de Educación.
Por su labor educativa y cultural, recibió la Gran Cruz de la Orden Civil, uno de los máximos reconocimientos otorgados por el Estado español.
Falleció en la ciudad de Palencia en 1976.

## Estilo y obra
Heredero de la tradición ecléctica de la escultura del siglo XIX, su estilo puede considerarse deliberadamente anti-vanguardista. Predominan en su obra la mesura, corrección y sentimentalismo propios de la escultura del Romanticismo y Realismo académicos que había aprendido de su tío. 
Su arte supo responder de manera efectiva a las demandas del nuevo estado Franquista establecido en España tras la Guerra Civil Española. Es por ello que la mayoría de sus encargos fueron de estatuaria religiosa o conmemorativa, según los dictados estéticos y el ideario político del régimen. A pesar de que en alguno de sus escritos se manifieste como un continuador de la escuela castellana de imaginería, nada hay en su obra de la tensión o el dramatismo propios de maestros del pasado como Juan de Juni o Alonso Berruguete. Igualmente rechaza de plano cualquier referencia a las tendencias rupturistas contemporáneas, asimilándolas a posicionamientos políticos "peligrosos".

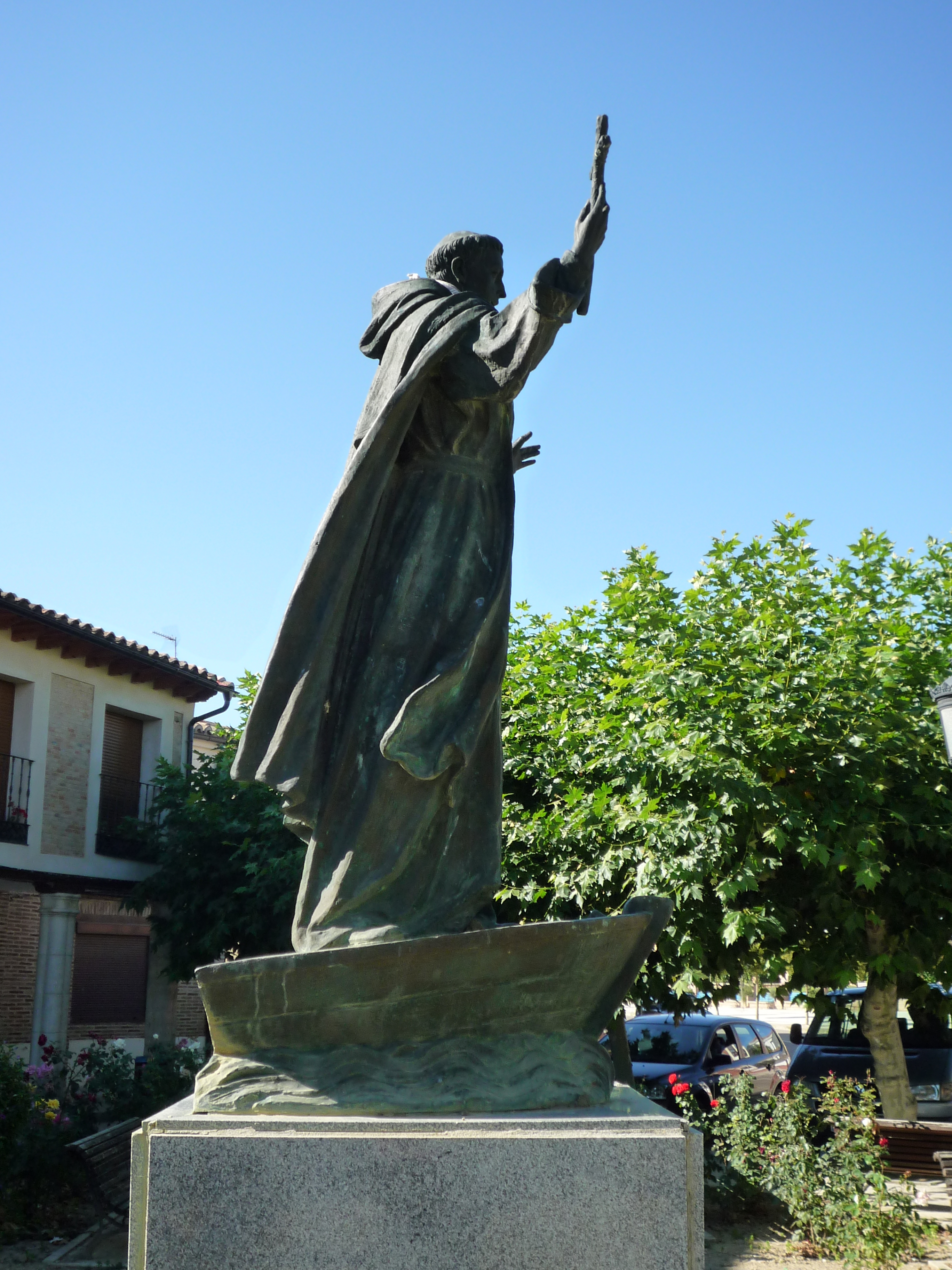
Monumento a san Telmo, Frómista

Destacan en sus esculturas un sentido del equilibrio y serenidad que remiten al Neoclasicismo, aunque con un interés marcado por la plasmación de los sentimientos y la individualidad del personaje representado. Sus figuras a menudo adoptan forma columnaria, con pliegues rectilíneos en las vestiduras y atención virtuosista a los detalles y accesorios.
En la provincia de Palencia se conservan la mayor parte de sus esculturas, adornando numerosos espacios públicos. Entre ellas podemos citar como relevantes:
- Grupo del Ángel de la Guarda, Colegio Santo Ángel, Palencia (1954)[5]

- Monumento a Fray Anselmo Polanco,	Buenavista de Valdavia (1955?)

- Monumento a Santo Domingo de Guzmán, Plaza de San Pablo, Palencia	(1958)

- San José y el Niño, Seminario Mayor, Palencia

- Monumento a San Telmo, Frómista (1970)

Fuera de la provincia palentina, la Real Academia de Bellas Artes de san Fernando conserva una Piedad de su mano, y en Consuegra (Toledo), la talla del Santo Cristo de la Vera Cruz que sustituye a la que fue destruida durante la Guerra Civil.